# Буката
Бу́ката (болг. Буката) — село в Смолянській області Болгарії. Входить до складу общини Смолян.

## Населення
За даними перепису населення 2011 року у селі проживали 69 осіб.
Національний склад населення села:
| Національність   | Кількість осіб | Відсоток |
| ---------------- | -------------- | -------- |
| болгари          | 58             | 93,5%    |
| не визначились   | 3              | 4,8%     |
| Всього відповіли | 62             |          |

Розподіл населення за віком у 2011 році:
Динаміка населення: